# DNAJB5
DNAJB5 (англ. DnaJ heat shock protein family (Hsp40) member B5) – білок, який кодується однойменним геном, розташованим у людей на 9-й хромосомі. Довжина поліпептидного ланцюга білка становить 348 амінокислот, а молекулярна маса — 39 133.
| 10         |  | 20         |  | 30         |  | 40         |  | 50         |
| ---------- |  | ---------- |  | ---------- |  | ---------- |  | ---------- |
| MGKDYYKILG |  | IPSGANEDEI |  | KKAYRKMALK |  | YHPDKNKEPN |  | AEEKFKEIAE |
| AYDVLSDPKK |  | RGLYDQYGEE |  | GLKTGGGTSG |  | GSSGSFHYTF |  | HGDPHATFAS |
| FFGGSNPFDI |  | FFASSRSTRP |  | FSGFDPDDMD |  | VDEDEDPFGA |  | FGRFGFNGLS |
| RGPRRAPEPL |  | YPRRKVQDPP |  | VVHELRVSLE |  | EIYHGSTKRM |  | KITRRRLNPD |
| GRTVRTEDKI |  | LHIVIKRGWK |  | EGTKITFPKE |  | GDATPDNIPA |  | DIVFVLKDKP |
| HAHFRRDGTN |  | VLYSALISLK |  | EALCGCTVNI |  | PTIDGRVIPL |  | PCNDVIKPGT |
| VKRLRGEGLP |  | FPKVPTQRGD |  | LIVEFKVRFP |  | DRLTPQTRQI |  | LKQHLPCS   |

A: Аланін

C: Цистеїн

D: Аспарагінова кислота

E: Глутамінова кислота

F: Фенілаланін

G: Гліцин

H: Гістидин

I: Ізолейцин

K: Лізин

L: Лейцин

M: Метіонін

N: Аспарагін

P: Пролін

Q: Глутамін

R: Аргінін

S: Серин

T: Треонін

V: Валін

W: Триптофан

Кодований геном білок за функцією належить до шаперонів. 
Задіяний у такому біологічному процесі, як альтернативний сплайсинг. 